# Війна за Чорні Пагорби

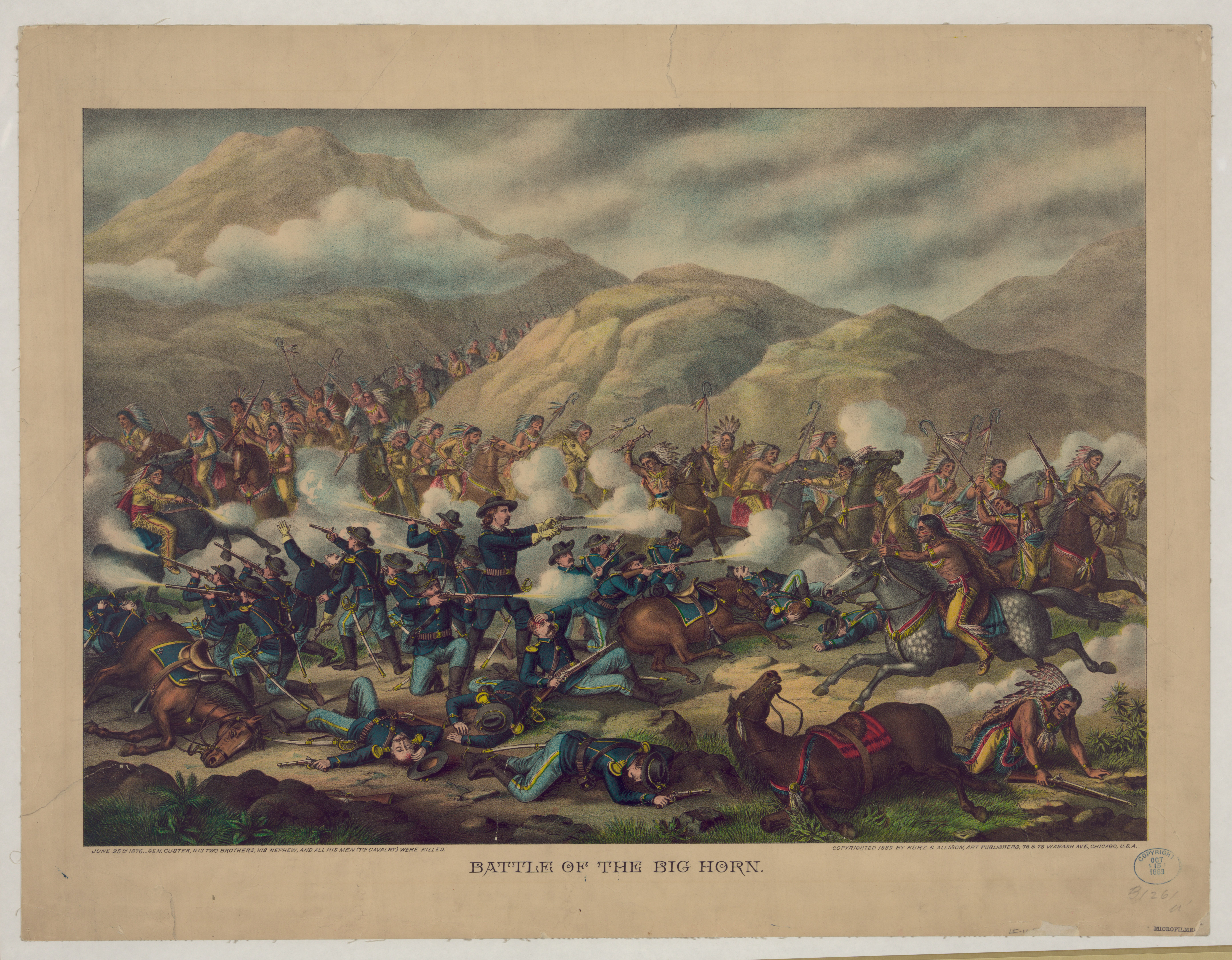
Битва при Літтл-Біггорн

Війна за Чорні Пагорби (англ. Black Hills War), також знана як Велика війна сіу (англ. Great Sioux War) — війна індіанців народу сіу та шеєнів, які проживали на північному заході Великих Рівнин проти США в 1876-му — 1877-му роках. Закінчилася полоном індіанців з подальшим переправленням в резервації.

## Передісторія
Після закінчення громадянської війни прискорилася колонізація Заходу США. Переміщення поселенців і прокладання трансконтинентальної залізниці через індіанські землі викликали негативну реакцію індіанців, яка переросла в війну і отримала назву Війна Червоної Хмари. Ця війна закінчилася в 1868 році перемогою індіанців і підписанням договору, за яким дороги поселенців на індіанських землях і форти вздовж доріг знищувалися.
6 грудня 1874 року уряд США, бажаючи повернути втрачене, пред'явив індіанцям ультиматум, за яким ті повинні були до 1 лютого 1876 року з'явитися в спеціальні агентства, до яких вони були приписані (для відправлення в резервації). Ультиматум був проігнорований через те, що індіанці були б змушені покинути не тільки власні землі, але й святі для них гори — Чорні Пагорби. Крім того, зимові кочування в індіанців були вкрай рідкісні. 18 січня вийшов наказ про заборону продажу індіанцям зброї та боєприпасів. 8 лютого генерали Террі та Крук отримали накази на підготовку до походу.

## Війна
Війна велась шляхом переслідування військами США індіанських племен, що переміщалися разом з жінками, дітьми та скарбом. Спочатку американці нападали на невеликі стійбища, не гидуючи вбивством жінок і дітей, чим викликали мобілізацію сторонніх племен. У травні на півдні Монтани зібралося велике кочовище з представників різних індіанських народностей під проводом Сидячого Бика. Кілька колон американських військ намагалося наздогнати їх, що в результаті вдалося генералу Кастеру з мобільною частиною колони Террі. Він був розгромлений біля Літтл-Біггорн Шаленим Конем, де загинув і ще 267 вояків. Ці втрати в кілька разів перевищили втрати за всю попередню війну. Сидячий Бик розділив кочовище, щоб відступати далі невеликими групами. Восени 1876-го року американському війську вдалося полонити кількох відомих вождів і далі війна стала менш бурхливою, бо більшість індіанців підкорилися вимогам США.
Велика війна сіу була останнім великим конфліктом між корінними жителями Північної Америки та урядом США.